# Wixon Valley
Wixon Valley je město v okrese Brazos County ve státě Texas ve Spojených státech amerických. V roce 2000 zde žilo 235 obyvatel. S celkovou rozlohou 4,7 km² byla hustota zalidnění 50,6 obyvatel na km².

## Geografie
Wixon Valley se nachází na 30°45′42″ s. š., 96°19′22″ z. d..